# هانس-یوهان فربر
هانس-یوهان فربر (انگلیسی: Hans-Johann Färber؛ زادهٔ ۲۰ آوریل ۱۹۴۷) قایقران روئینگ اهل آلمان غربی بود.
وی در مسابقات کشوری و بین‌المللی در مجموع برندهٔ ۴ مدال طلا، ۴ مدال برنز شده‌است.